# Списак великих кнежева Кијева
Ово је списак великих кнежева Кијева.

## Пагански владари
| Владар                                     | Раздобље | Напомене | Слика                                                       |
| ------------------------------------------ | -------- | --- | ----------------------------------------------------------- |
| Аскољд и Дир (Аскольд и Дир)               | 864—882  | - Кијев је 864. насељен Викинзима и освојен од Хазара. - Сукоби са Печењезима, Половчанима и Кривичима. - 882. — Убио их је Олег Вешти. | Аскољд и Дир                                                |
| Олег Вешти (Олег Вещий)                    | 882—912  | - 882. — убио је Аскољда и Дира и заузео Кијев; - Рат против Хазара: покоравање суседних племена; - Кијев је мајка руских градова; - Опсада Цариграда (907): мир са Византијом; - Византија пристаје на данак Олегу; - Трговачки уговор са Византијом; - 911. — нови мир са Византијом; - 912. — Олег умире од уједа отровне змије. | Олег поред костију свог коња (цртеж из 1899).               |
| Игор Рјурикович (Игорь Рюрикович)          | 912—945  | Рођак Олега Вештог; - 913. — победа над Древљанима; - 915. — примирје са Печењезима; - Руско-византијски рат (941): Игор је поражен; - Руско-византијски рат (943 – 944); - Византијски цар га на Дунаву сусрео с даровима: прекид започете офанзиве; - Војно-трговачки споразум са Византијом. - 945. — убијен је када је покушао да код Древљана побире данак. | Игор Рјуркович у руској хроници                             |
| Свјатослав I Кијевски (Святослав Игоревич) | 945—972  | Син Игора Рјуриковича и Олге; - до 863. — под регентством своје мајке Олге; - Лукаво уништавање Древљана; - Брзо ширење Кијевске Русије: она постаје највећа држава Европе; - Покоравање Хазара и Бугара; - Пораз Алана и Кумана - Савези са Печењезима и Угрима; - Освајање долине Волге и украјинске степа; - 969. — престоница је пренета у Перејаславец на Дунаву; - Руско-византијски рат (970-971): Свјатослављев пораз; - 972. — смрт у борби са Печењезима: распад његове државе која је била јако крхка.                                          | Свјатослав у руској хроници                                 |
| Грађански рат                              | 972—980  | - Сукобила су се три Свјатослављева сина: Јарополк I Кијевски, Олег Кијевски и Владимир I Велики; - 972. — Јарополк I Кијевски је наследио је кијевски престо пошто је био најстарији Свјатославов син; - Први је ковао свој новац у Кијевској Русији; - 976. — сукоб са својим братом и савладарем Олегом и са најмлађим братом Владимиром; - 977. — Владимир губи Велики Новгород: бег у Скандинаију; - Владимир осваја Полоцк и Смоленск; - 978./980. — Јарополка је убио Владимир, који осваја Кијев; - 980. — Олегов слом: Владимир уједињује Русију. | Убиство Јарополка, илустрација Бориса Чарикова из 19. века. |

## Врхунац Кијева
| Владар                                       | Раздобље  | Напомене | Слика                                      |
| -------------------------------------------- | --------- | --- | ------------------------------------------ |
| Владимир I Велики (Владимир Великий)         | 980—1015  | Најмлађи син Свјатолсава; - 981. — освајање червенских градова; - 983. — покоравање Јатвиага; - 985. — победоносни рат против Бугара; - 987. — консултовање са бољарима око религије; - Руско-византијски рат (987); - 988. — Освајање Крима; - 988. — примање хришћанства; - Мирољубива политика: рат против Печењега; - Реформа власти; - Слави се као светац.                                                               | Свети Владимир, икона (Новгород, 16. век). |
| Свјатополк I Кијевски (Святопо́лк Окаяный)    | 1015—1016 | Син Јарополка и једне Гркиње; - 1015. — извршио је покољ своје браће; - Владао је ослањајући се на свог таста пољског кнеза; - 1016. — брат га је срушио с власти уз помоћ Викинга и Новгорода. | Печат кнеза Свјатополка.                   |
| Јарослав Мудри (Ярослав Владимирович Мудрый) | 1016—1018 | Син Владимира Великог; - 1016. — срушио је брата уз помоћ Викинга и Новгорода - 1018. — брат га је срушио уз помоћ Пољака: Јарослав бежи у Велики Новгород. | Јарослав Мудри у руској хроници            |
| Свјатополк I Кијевски, друга владавина       | 1018—1019 | - 1018. — повратак Кијева уз тастову помоћ; - Владао је ослањајући се на свог таста пољског кнеза; - 1019. — брат га је срушио с власти уз помоћ Викинга и Новгорода; - 1019. — Умро негде у изгнанству, ушавши у историју са надимком Проклети („Окаяный”). | Печат кнеза Свјатополка.                   |
| Јарослав Мудри, друга владавина              | 1019—1054 | Син Владимира Великог; - Руско-византијски рат (1024): потпун пораз; - 1030. — повратак Црвене Рутеније; - Успешни рат против Естонаца; - Дизао је утврђења да би одбранио Кијев од спољних непријатеља; - Победа над Печењезима: они се више не усуђују окренути против Русије; - Руско-византијски рат (1043): пораз; - Донео је први руски законик Руска Правда; - Био је покровитељ писмености; - Врхунац Кијевске Русије. | Јарослав Мудри у руској хроници            |

## Грађански ратови око наследства
| Владар                                         | Раздобље  | Напомене | Слика                                        |
| ---------------------------------------------- | --------- | --- | -------------------------------------------- |
| Изјаслав I Јарославич (Изяслав Ярославич)      | 1054—1068 | Први син Јарослава Мудрог и Ингегерд Олофсдотер; - Отац му је оставио најбогатије и највеће градове Кијев и Новгород; - Није био способан; - Није могао да наметне своју вољу браћи; - од 1061. — упади Кумана; - 1068. — пораз од Кумана: побуна у Кијеву у његово збацивање с власти. | Изјаслав Јарославич                          |
| Всеслав од Полоцка (Изяслав Ярославич)         | 1068—1069 | Праунук Владимира Великог; - 1068. — дошао је на престо уз помоћ једне побуне у Кијеву; - Упади Кумана; - 1069. — Изјаслав га је срушио с власти уз помоћ Пољака. | Всеслав од Полоцка                           |
| Изјаслав I Јарославич, друга владавина         | 1069—1073 | - 1069. — вратио се на престо уз Пољску помоћ; - Није био способан; - Није могао да наметне своју вољу браћи; - Упади Кумана; - 1073. — брат Свјатослав га је срушио с престола. | Изјаслав Јарославич                          |
| Свјатослав II Јарославич (Святослав Ярославич) | 1073—1076 | Други син Јарослава Мудрог и Ингегерд Олофсдотер; - Отац му је оставио кнежевину Чернигов, са Муромом и Рјазњем; - Није био способан; - Није могао да наметне своју вољу браћи; - Упади Кумана; - Био је омрзнут од своје браће; - Изјаслав га је неуспешно покушавао збацити с власти уз помоћ папе и Светог римског царства. | Свјатослав II Јарославич                     |
| Изјаслав I Јарославич, трећа владавина         | 1076—1078 | Први син Јарослава Мудрог и Ингегерд Олофсдотер; - 1076. — Свјатослав II Јарославич је умро: Изјаслав се враћа на престо - Није био способан; - Није могао да наметне своју вољу браћи; - Упади Кумана. | Изјаслав Јарославич                          |
| Всеволод I Јарославич (Всеволод Ярославич)     | 1078—1093 | Трећи син Јарослава Мудрог и Ингегерд Олофсдотер; - Отац му је оставио Перејаслављ и удаљену покрајину Суздаља са Бјелоозером; - Није био способан; - Није могао да наметне своју вољу браћи; - Упади Кумана. | Всеволод I Јарославич                        |
| Свјатополк Изјаславич (Святопо́лк Изясла́вич)    | 1093—1113 | Син Изјаслава Јарославича и једне немачке принцезе; - Отац му је оставио Новгород; - Није био способан; - Није могао да наметне своју вољу рођацима; - Жестоке борбе и ратови међу кнежевима; - Као његов узурпатор се истакао Владимир Мономах; - Против Свјатополка је устало Кијевско веће; - Тешке економске и социјалне прилике; - Упади Кумана; - 1112/1113. — Побуна кијевског становништва против зеленаша: пљачка жидова. - 1113. — Кијевско веће проглашава Свјатополка збаченим и за великог кнеза позива Владмира. | Свјатополков састанак са Владмиром Мономахом |

## Обнова моћи Кијева
| Владар                                        | Раздобље  | Напомене | Слика                                                   |
| --------------------------------------------- | --------- | --- | ------------------------------------------------------- |
| Владимир Мономах (Влади́мир Монома́х)           | 1113—1125 | Син Всеволода Јаролсавича и Мономахине; - Отац му је оставио Перејаслављ и удаљену покрајину Суздаља са Бјелоозером; - Био је неуморан ратник, путник, ловац, братољубив, милостив према сиромасима и страдалник за руску земљу; - 1113. — Кијевско веће га бира за великог кнеза; - 1113/1114. — осетно су смањене камате зеленаша; - Наметнуо је своју власт осталим кнежевинама: унутрашња консолидација Кијевске Русије; - Успешна одбрана земље од спољних непријатеља Кумана; - У већем делу његове владавине влада мир; - Јачање централне власти; - Имао је наклоност Кијевског становништва. | Владимир Мономах у руској хроници                       |
| Мистислав I Велики (Мстисла́в Вели́кий)         | 1125—1132 | Син Владимира Мономаха и Гите од Весекса; - Владао је Перејаслављем, Новгородом и Кијевом; - Унутрашња консолидација Кијевске Русије; - Успешна одбрана земље од спољних непријатеља Кумана; - Током целе његове владавине влада мир; - Још веће јачање централне власти; - Имао је наклоност Кијевског становништва. | Мстислав Велики у руској хроници                        |
| Јарополк Владмирович (Яропо́лк Влади́мирович)   | 1132—1139 | Син Владимира Мономаха и Гите од Весекса; - Рат против Кумана; - Рат против рођака; - Почетак распада Кијевске Русије; - Почетак слабљења централне власти; - Имао је наклоност Кијевског становништва. | Портрет са ликом Јарополка Владмировича                 |
| Вјачеслав I од Кијева (Вячесла́в Влади́мирович) | 1139—1139 | Син Владимира Мономаха и Гите од Весекса; - Рат против Кумана; - Рат против рођака; - Почетак распада Кијевске Русије; - Почетак слабљења централне власти; - Имао је наклоност Кијевског становништва; - 1139. — поразио га и протерао Всеволод II Олгович. | Вјачеслав се мири са Изјаславом Мстиславичем            |
| Всеволод II Кијевски (Все́волод О́льгович)      | 1139—1146 | Унук Свјатослава Јарославича; - 1139. — преотео је власт и протерао Вјачеслава; - Рат против Кумана; - Рат против рођака; - Распад Кијевске Русије; - Слабљење централне власти; - Био је омрзнут Кијевског становништва; - Кијев је поприште крвавих борби: слабљење Кијева. | Портрет са ликом Всеволода Олговича                     |
| Игор II Кијевски (И́горь О́льгович)             | 1146—1146 | Унук Свјатослава Јарославича; - Отац му је оставио Чернигов; - Рат против Кумана; - Рат против рођака: Игор је поражен; - Распад Кијевске Русије; - Слабљење централне власти; - Кијев је поприште крвавих борби: слабљење Кијева; - Био је омрзнут Кијевског становништва; - 1146. — отеран је у манастир и касније убијен. | Икона са ликом кнеза Игора II Кијевског                 |
| Изјаслав II Кијевски (Изясла́в Мстисла́вич)     | 1146—1149 | Син Мистислава Великог и Кристине Шведске; - 1146. — на власт је дошао уз помоћ рођака и побуњеног Кијевског становништва; - Рат против Кумана; - Крвави рат између унука и праунука Мономахових: слабљење Кијева; - Распад Кијевске Русије; - Слабљење централне власти; - Имао је наклоност Кијевског становништва; - 1149. — Стриц Јуриј Долгоруки га је срушио с власти. | Портрет са ликом Изјаслава II Кијевског                 |
| Јуриј Долгоруки (Юрий Долгорукий)             | 1149—1151 | Најмлађи син Владимира Монамаха и Јефимије; - 1149. — Освојио је власт у Кијеву; - Рат против Кумана; - Крвави рат између унука и праунука Мономахових: слабљење Кијева; - Привремени мир у Кијевској Русији; - Имао је наклоност Кијевског становништва; - 1151. — Изјаслав је срушио Јурија и повратио престо. | Јуриј Долгоруки приказан у Царском титуларнику из 1672. |
| Изјаслав II Кијевски, друга владавина         | 1151—1154 | - 1151. — срушио је Јурија и повратио престо; - Неуспешни рат против Кумана; - Крвави рат између унука и праунука Мономахових: слабљење Кијева; - Распад Кијевске Русије; - Слабљење централне власти. | Портрет са ликом Изјаслава II Кијевског                 |
| Ростислав I Кијевски (Ростисла́в Мстисла́вич)   | 1154—1155 | Син Мистислава Великог и Кристине Шведске; - Привремено је владао Кијевом; - Рат против Кумана; - Крвави рат између унука и праунука Мономахових: слабљење Кијева; - Распад Кијевске Русије; - Слабљење централне власти. | Портрет са ликом Ростислава Кијевског                   |
| Изјаслав III Кијевски (Изяслав Давыдович)     | 1155—1155 | Унук Свјатослава Јарославича; - Рат против Кумана; - Крвави рат између Свјатолсављевих и Мономахових наследника; - Распад Кијевске Русије; - Слабљење централне власти; - март 1155. — потиснуо га је с власти моћни Јуриј Долгоруки. | Портрет са ликом Изјаслава Давидовича                   |
| Јуриј Долгоруки, друга владавина              | 1155—1157 | Шести син Владимира Монамаха и Јефимије; - 1155. — срушио је Изјаслава Давидовича с кијевског престола; - Рат против Кумана; - Привремени мир у Кијевској Русији; - Имао је наклоност Кијевског становништва; - Учврстио се у Кијеву. | Јуриј Долгоруки приказан у Царском титуларнику из 1672. |

## Опадање Кијева

### Лагано опадање
| Владар                                 | Раздобље  | Напомене | Слика                                  |
| -------------------------------------- | --------- | --- | -------------------------------------- |
| Изјаслав III Кијевски, друга владавина | 1157—1159 | - Неуспешни рат против Кумана: Кумани поседају све трговачке путеве; - Крвави рат између Свјатолсављевих и Мономахових наследника; - Распад Кијевске Русије; - Слабљење централне власти; - 1159. — Ростислав га је срушио с власти. | Портрет са ликом Изјаслава Давидовича  |
| Ростислав I Кијевски, друга владавина  | 1159—1161 | - 1159. срушио је Изјаслава с власти; - Неуспешни рат против Кумана: Кумани поседају све трговачке путеве; - Крвави рат између унука и праунука Мономахових: слабљење Кијева; - Распад Кијевске Русије; - Слабљење централне власти; - 1161. — Изјаслав га је срушио с власти. | Портрет са ликом Ростислава Кијевског  |
| Изјаслав III Кијевски, трећа владавина | 1161—1161 | - 1161. — накратко је успео освојити Кијев; - Неуспешни рат против Кумана: Кумани поседају све трговачке путеве; - Крвави рат између Свјатолсављевих и Мономахових наследника; - Распад Кијевске Русије; - Слабљење централне власти; - 1161. — Ростислав ослобађа Кијев. | Портрет са ликом Изјаслава Давидовича  |
| Ростислав I Кијевски, трећа владавина  | 1161—1167 | - 1161. — Ростислав ослобађа Кијев; - Неуспешни рат против Кумана: Кумани поседају све трговачке путеве; - Крвави рат између унука и праунука Мономахових: слабљење Кијева; - Распад Кијевске Русије; - Слабљење централне власти. | Портрет са ликом Ростислава Кијевског  |
| Владимир Мстиславич                    | 1167—1167 | Син Мистислава Великог и Мачешич; - Крвави рат између унука и праунука Мономахових: слабљење Кијева; - Распад Кијевске Русије; - Слабљење централне власти; - 1167. — срушио га је с власти синовац Мстислав Изјаславич. |                                        |
| Мстислав Изјаславич                    | 1167—1169 | Син Изјаслава Мстиславича и Агнес фон Штауфен; - 1167. — срушио је с власти свог сатрица Владимира Мстиславича; - Неуспешни рат против Кумана: Кумани поседају све трговачке путеве; - Крвави рат између унука и праунука Мономахових: слабљење Кијева; - Распад Кијевске Русије; - Слабљење централне власти; - Рат против Владимир-Суздаља; - 1169. — кнез Владимир-Суздаља, Андреј Богољубски, осваја Кијев; - Кијев је опљачкан и спаљен; - На кијевски престо привремено долази Глеб Кијевски - Почело је нагло опадање Кијева; - Центар Руске државе постаје Владимир-Суздаљ. | Портрет са ликом Мстислава Изјаславича |

### Нагло опадање — врховна властВладимир-Суздаља

#### Андреј Богољубски
| Владар                                        | Раздобље  | Напомене | Слика                          |
| --------------------------------------------- | --------- | --- | ------------------------------ |
| Глеб Кијевски (Глеб Ю́рьевич)                  | 1169—1171 | - 1169. — освајање Кијева; - Кијев је опљачкан и спаљен; - Глеб долази на власт у њему; - Центар Руске државе постаје Владимир-Суздаљ; - Неуспешни рат против Кумана: Кумани поседају све трговачке путеве; - Крвави рат између унука и праунука Мономахових: слабљење Кијева; - Нагло опадање Кијева; - 1170. — Мстислав Изјаславич је окупирао Кијев, али га је Глеб ускоро вратио. |                                |
| Владимир Мстиславич, друга владавина          | 1171—1171 | - Привремено је преузео власт у Кијеву, док Роман Ростиславич није преузео власт. |                                |
| Роман Ростиславич                             | 1171—1173 | Син Ростислава Мстиславича; - Био је кнез Смоленска; - 1171. — Андреј Богољубски га је довео на власт; - Неуспешни рат против Кумана: Кумани поседају све трговачке путеве; - Крвави рат између унука и праунука Мономахових: слабљење Кијева; - Нагло опадање Кијева; - 1173. — Андреј Богољубски је одлучио да на кијевски престо доведе свог брата Михаила уместо Романа. |                                |
| Михаил Јурјевич (Михаи́л Ю́рьевич)              | 1173—1173 | Син Јурија Долгоруког; - 1173. — његов брат Андреј Богољубски га је довео на власт, али га је убрзо потом свргнуо и на кијевски престо довео Михаиловог старијег брата Всеволода. | Портрет са Михаиловим ликом    |
| Всеволд III (Всеволод Юрьевич Большое Гнездо) | 1173—1173 | Син Јурија Долгоруког; - 1173. — његов брат Андреј Богољубски га је довео на власт, али га је убрзо с власти срушио Рјурик Кијевски. | Всеволд у руској хроници       |
| Рјурик Кијевски (Рюрик Ростиславич)           | 1173—1173 | Син Ростислава I Кијевског; - 1173. — срушио је Всеволода с власти, али га је срушио моћни Андреј Богољубски, који је на власт довео Јарослава Изјаславича. |                                |
| Јарослав II Кијевски (Яросла́в Изясла́вич)      | 1173—1174 | Син Изјаслава Мстиславича и Агнес фон Штауфен; - 1173. — Андреј Богољубски га је довео на власт; - Неуспешни рат против Кумана: Кумани поседају све трговачке путеве; - Крвави рат између унука и праунука Мономахових: слабљење Кијева; - Нагло опадање Кијева; - 1174. — Андреј Богољубски је убијен: његова држава се распада - 1174. — Кијев осваја Свјатослав III Всеволодович, али га ускоро напушта; - 1174. — Јарослав враћа Кијев под своју власт, али град трајно осваја Роман Ростиславич. | Јарослав Изјаславич у летопису |

#### Всеволд III Велико Гнездо
| Владар                                               | Раздобље  | Напомене | Слика                                      |
| ---------------------------------------------------- | --------- | --- | ------------------------------------------ |
| Роман Ростиславич, друга владавина                   | 1174—1176 | - Био је кнез Смоленска; - 1174. — срушио је Јарослава Изјаславича с власти; - Крвави рат између унука и праунука Мономахових: слабљење Кијева; - Нагло опадање Кијева; - 1176. — неуспешни рат против Кумана: Кумани поседају све трговачке путеве и Роман због тога мора да сиђе са великокнежевске столице.                                                                           |                                            |
| Свјатослав III Всеволодович (Святослав Всеволодович) | 1176—1194 | Син Всеволода Олговича и Агафије Мстиславне; - Био је кнез Чернигова; - 1176. — освојио је Кијев и прогласио се великим кнезом; - Крвави рат између унука и праунука Мономахових: слабљење Кијева; - Нагло опадање Кијева; - 1181. — Рјурик Ростиславич је освојио Кијев, али га је још исте године Свјатослав вратио; - Успешни рат против Кумана, који су посели све трговачке путеве. | Портрет са ликом Свјатослава Всеволодовича |
| Рјурик Кијевски, друга владавина                     | 1194—1202 | - Крвави рат између унука и праунука Мономахових: слабљење Кијева; - Нагло опадање Кијева; - Упади Кумана; - 1202. — Владар Галиције-Волиније Роман Велики осваја Кијев: град је опљачкан и дошло је до покоља у граду. |                                            |
| Ингвар Јарославич (Ингварь Ярославич)                | 1202—1203 | Син Јарослава Изјаславича и Бохемијске принцезе; - 1202. — после Романовог повлачења је освојио Кијев - Крвави рат између унука и праунука Мономахових: слабљење Кијева; - Нагло опадање Кијева; - Упади Кумана; - 1203. — Рјурик је освојио Кијев и обновио своју власт. |                                            |
| Рјурик Кијевски, трећа владавина                     | 1203—1204 | - Крвави рат између унука и праунука Мономахових: слабљење Кијева; - Нагло опадање Кијева; - Упади Кумана; - 1204. — Роман Велики поново осваја Кијев, али сада трајно. |                                            |
| Роман Велики (Рома́н Вели́кий)                         | 1204—1204 | - Био је кнез Галиције и Волиније; - 1204. — Роман осваја Кијев, али га још исте године из Кијева протерује Ростислав Рјурикович. | Роман Велики                               |
| Ростислав II Кијевски (Ростисла́в Рю́рикович)          | 1204—1205 | Син Рјурика Кијевског; - 1204. — протерао је Романа из Кијева; - Крвави рат између унука и праунука Мономахових: слабљење Кијева; - Нагло опадање Кијева; - Упади Кумана; - 1205. — отац га је срушио с власти. |                                            |
| Рјурик Кијевски, четврта владавина                   | 1205—1206 | - 1205. — срушио је сина с власти; - Крвави рат између унука и праунука Мономахових: слабљење Кијева; - Нагло опадање Кијева; - Упади Кумана; - 1206. — Всеволд IV га је срушио с власти. |                                            |
| Всеволд IV (Всеволод)                                | 1206—1207 | Син Свјатослава Всеволодовича; - 1206. — срушио је Рјурика с власти; - Крвави рат између унука и праунука Мономахових: слабљење Кијева; - Нагло опадање Кијева; - Упади Кумана; - 1207. — Рјурик је повратио власт у Кијеву. |                                            |
| Рјурик Кијевски, пета владавина                      | 1207—1210 | - 1207. — повратио је власт у Кијеву; - Крвави рат између унука и праунука Мономахових: слабљење Кијева; - Нагло опадање Кијева; - Упади Кумана; - 1210. — Всеволд IV га је поново срушио с власти. |                                            |
| Всеволд IV, друга владавина                          | 1210—1214 | - 1210. — срушио је Рјурика с власти; - 1210. — Кумани су дефинитивно поражени и више не представљају претњу Кијеву; - Крвави рат између унука и праунука Мономахових: слабљење Кијева; - Нагло опадање Кијева; - 1212. — Ингевар је освојио Кијев. |                                            |

#### Јуриј II
| Владар                                                   | Раздобље  | Напомене | Слика                                           |
| -------------------------------------------------------- | --------- | --- | ----------------------------------------------- |
| Ингвар Јарославич, друга владавина                       | 1214—1214 | - 1214. — Ингвар привремено осваја Кијев, али га је срушио Мстислав Романович још исте године. |                                                 |
| Мстислав III Романович Стари (Мстисла́в Рома́нович Ста́рый) | 1214—1223 | Син Романа Ростиславича; - 1214. — Срушио је Ингвара с власти; - Крвави рат између унука и праунука Мономахових; - Почетак обнове Кијевске моћи; - 1216. — Мстислав је у савезу са свим руским кнежевима напао Владимир-Суздаљ: Јуриј је поражен у бици кид Лупецка; - 1217. — Јуриј је обновио своју власт и Кијев га је прихватио за врховног владара; - 1223. — поражен је од Татара у бици на Калци. |                                                 |
| Владимир IV Рјурикович (Владимир Рюрикович)              | 1223—1235 | Син Рјурика Ростиславича и Ане Јурјевне; - 1223/1224. — поражен је од Татара у бици на Калци; - Крвави рат између унука и праунука Мономахових; - 1235. — Изјаслав IV Владмирович осваја Кијев, али га још исте године Владимир враћа под своју власт. |                                                 |
| Изјаслав IV Владмирович (Изяслав Владимирович)           | 1235—1236 | Наврунук Свјатослава Јарославича или син Мстислава Романовича; - 1235. — Изјаслав IV Владмирович осваја Кијев, али га још исте године Владимир враћа под своју власт. - 1235/1236. — Татари подјармљују Кумане; - Крвави рат између унука и праунука Мономахових; - 1236. — Јуриј је на власт у Кијеву довео свог брата Јарослав II од Владимира рушећи истовремено и Изјаслава с власти.                |                                                 |
| Јарослав II од Владимира (Яросла́в Все́володович)          | 1236—1238 | Унук Јурија Долгоруког; - 1237. — Татари освајају Рјазањ; - 1238. — Битка на Сити у којој је Јуриј погинуо; Јарослав напушта Кијев и одлази да преузме престо у Владимиру; - Његов одлазак искоришћава Михаил Черниговски који осваја Кијев. - Москву, Владимир и Суздаљ освајају Татари; - Татари пустоше Русију.                                                                                       | Јаролсав Всеволодович приказан на једној фресци |

#### Јарослав II
| Владар                                   | Раздобље  | Напомене | Слика                       |
| ---------------------------------------- | --------- | --- | --------------------------- |
| Михаил Черниговски (Михаи́л Черни́говский) | 1238—1239 | Син Всеволда IV и Марије; - 1238. — освојио је Кијев; - Москву, Владимир и Суздаљ освајају Татари; - Татари пустоше Русију; - 1239. — Татари освајају долину Дњепра и градове Перејаслављ и Чернигов: Михаил бежи у Угарску. | Михаил Черниговски на икони |
| Ростислав Мстиславич                     | 1239—1240 | Праунук Ростислава Мстиславича; - 1239. — освојио је Кијев; - Татари пљачкају јужну Русију. |                             |
| Данило Галички                           | 1240—1240 | Син Романа Великог; - 1240. — освојио је Кијев; - 1240. — Татари су заузели Кијев, опљачкали га, спалили и масакрирали његово становништво: Кијев постаје село са једва 200 кућа.                                            |                             |

## Кијев као сеоце
| Владар                                          | Раздобље  | Напомене | Слика                                           |
| ----------------------------------------------- | --------- | --- | ----------------------------------------------- |
| Михаил Черниговски, друга владавина             | 1241—1243 | - 1241. — умро је татарски кан и Михаил је повратио Кијев; - 1243. — уз помоћ Татара га је из Кијева отерао Јарослав. | Михаил Черниговски на икони                     |
| Јарослав II од Владимира, друга владавина       | 1243—1246 | - 1243. — уз помоћ Татара он осваја Кијев - Имао је подршку Татара; - 1246. — умро је и почео је седмогодишњи грађански рат око наследства. | Јаролсав Всеволодович приказан на једној фресци |
| Александар Невски (Алекса́ндр Яросла́вич Не́вский) | 1246—1263 | Син Јарослава Всеволодовича - 1246. до 1253. — Грађански рат око наследства; - 1249. — татарски кан га је признао за владара Владимира, Суздаља и Кијева; - Одбио је да прими католицизам; - од 1252. — Александар носи титулу великог кнеза; - 1257. — сукоби с Татарима; - 1263. — замонашио се и ускоро умро. | Александар Невски                               |

### Напомена
Александар је био последњи који је носио титулу великог кнеза Кијева.